# Das Mädchen ohne Hände

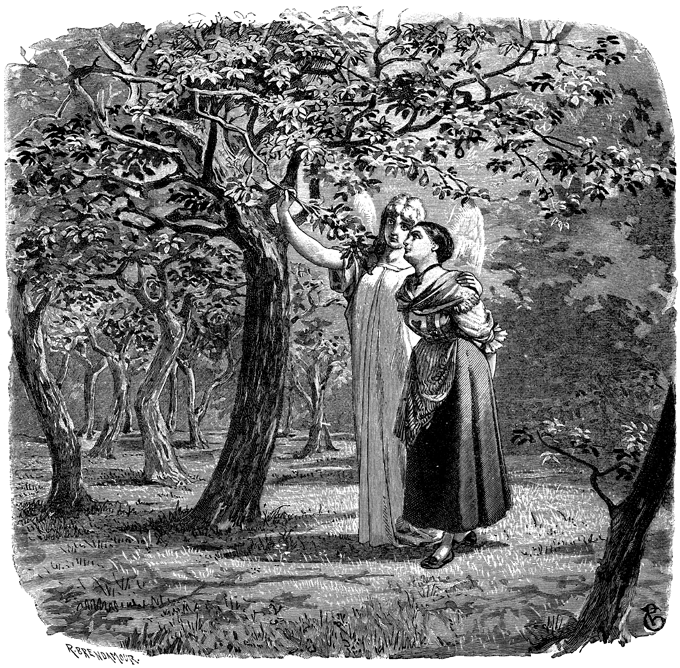
Illustration von Philipp Grotjohann

Das Mädchen ohne Hände ist ein Märchen (ATU 706, 930). Es steht in den Kinder- und Hausmärchen der Brüder Grimm an Stelle 31 (KHM 31). In der 1. Auflage lautete der Titel Mädchen ohne Hände. Zudem ist es in ähnlicher Form auch in Italien bekannt.

## Inhalt

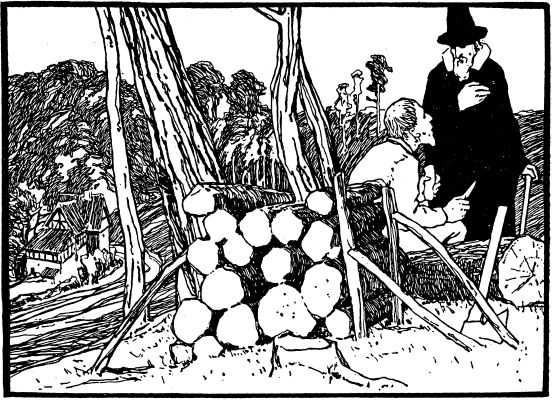
Illustration von Otto Ubbelohde, 1909

Ein armer Müller begegnet im Wald dem Teufel in der Gestalt eines alten Mannes, der ihm verspricht, ihn reich zu machen im Tausch gegen das, was hinter seiner Mühle steht. Er denkt, das wäre sein Apfelbaum, doch es ist seine Tochter, die dort fegte. Nach drei Jahren kommt der Teufel sie holen, doch die Fromme hat sich reingewaschen, so kann er sie nicht mitnehmen. Ihr Vater, vom Teufel eingeschüchtert, nimmt ihr das Wasser weg, sie weint auf ihre Hände. Er schlägt sie ihr ab, sie weint auf die Stümpfe, und der Teufel muss aufgeben. Ihr Vater bietet an, sie zu versorgen, doch sie geht fort. Sie kommt zu des Königs Garten, wo ein Engel ihr hilft, von den Birnen zu essen. Der König gibt ihr silberne Hände und heiratet sie. Sie kriegt einen Sohn, während er im Krieg ist. Der Teufel vertauscht ihre Briefe, und die getäuschte Königinmutter muss sie mit dem Kind verbannen. Bei einem Engel im Waldhaus wachsen ihr die Hände wieder. Nach sieben Jahren kommt der König. Der Sohn kennt ihn nicht und er sie auch nicht. Der Engel zeigt die Silberhände, alle sind froh.

## Sprache

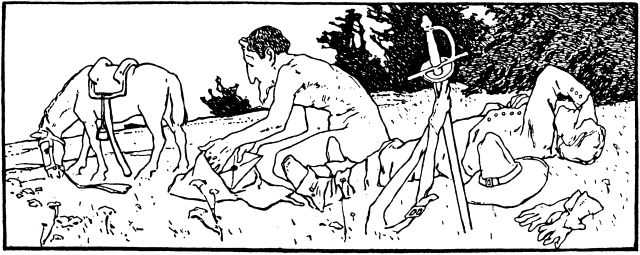
Illustration von Otto Ubbelohde, 1909

Die Frau des Müllers empfängt ihn mit den Worten, „Kisten und Kasten“ seien auf einmal voll, eine Formel, die Grimms aus Des Knaben Wunderhorn und Johann Gorgias’ Frontalbo kannten und später auch in KHM 92 Der König vom goldenen Berg und KHM 181 Die Nixe im Teich an entsprechender Stelle nutzten. Auch die biblische Sentenz, „unschuldiges Blut sollte vergossen werden“ (Dtn 19,10 , Mt 27,4 ), ähnlich in KHM 76 Die Nelke, gibt es in Des Knaben Wunderhorn, in dem Gedicht Das Feuerbesprechen. Der fastende König will „gehen, soweit der Himmel blau ist“, wie in KHM 9 Die zwölf Brüder, und sagt: „Ein schwerer Stein ist von meinem Herzen gefallen“ (ab 3. Auflage; später auch in KHM 97 Das Wasser des Lebens).

## Grimms Anmerkung

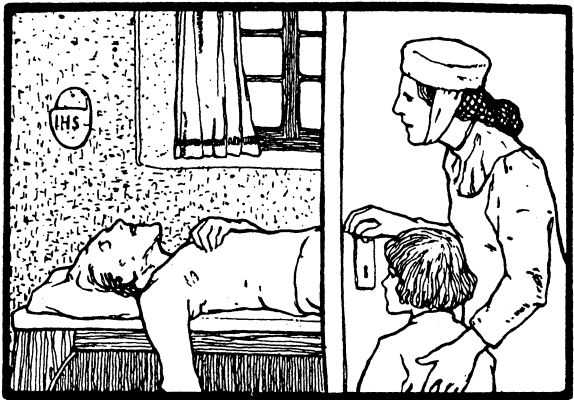
Illustration von Otto Ubbelohde, 1909

Das Märchen stand in der 1. Auflage von 1812 nach einer Quelle „aus Hessen“ (Marie Hassenpflug), von der nur der weniger drastische Anfang und das Briefevertauschen durch den Teufel blieb. Dort ist es des Königs Sohn, der das Mädchen erst die Hühner hüten lässt und dann heiratet. Die Hände wachsen nach, als ein Alter im Wald es die Hände um einen Baum schlingen lässt. Ab der 2. Auflage beruht der Text sonst auf einer Version „aus Zwehrn“ (von Dorothea Viehmann). Sie begann so, dass der Vater seine Tochter heiraten wollte, und als sie sich weigerte, ihr Hände und Brüste abschnitt und sie in einem weißen Hemd fortjagte. Die Briefe vertauscht hier die Schwiegermutter. Eine dritte Variante „aus dem Paderbörnischen“ ist wie die aus Zwehren. Statt des Engels leitet ein Licht vom Himmel das Mädchen. Es sieht im Wald ein blindes Mäuschen, das den Kopf in ein Wasser hält und so wieder sehend wird, und heilt so seine Hände. In einer vierten „Erzählung aus dem Meklenburgischen“ schneidet der Vater der Tochter die Zunge, dann die Hand, dann den Arm ab, weil sie immer betet und das Kreuz schlägt. Auf den Rat eines Mannes zieht die Siebenjährige deshalb fort und kommt bei einem Jäger im Stall mit des Grafen Hunden unter. Der Graf nimmt sie an den Hof, wo sie einem Bettler begegnet, der ihr für ihr Almosen einen Stab gibt. Damit wandert sie bis zu einem Wasser, in dem ihr Zunge und Arm geschwommen kommen und anwachsen. Sie geht zurück und heiratet den Grafen. In einem hessischen Erzählfragment (von Charlotte Ramus’ Ehemann Johann Heinrich Balthasar Bauer) wird die Mutter mit zwei Kindern verstoßen, wobei ihr zwei Finger abgehauen werden, die die Kinder tragen. Sie werden von Tieren geraubt und zu Küchenjungen, die Mutter Waschfrau. Die Brüder Grimm bemerken, mittelalterliche Sagen wie Mai und Beaflor oder Die schöne Helena stammten offenbar vollständig aus diesem Märchen. Sie nennen noch Zingerle „S. 124“, KHM 60 Die zwei Brüder, Pröhles Kindermärchen Nr. 36, Basiles Pentameron III,2 Penta Ohne-Hände, serbisch bei Wuk Nr. 27 und 33, finnisch bei Rudbeck „(1, 140); s. Schiefner 600. 616“, eine altdeutsche „Sage von einem König, der eine Frau haben will, die seiner Tochter gleiche“, ein schwedisches Lied bei Geyer „3, 37. 38“: „hon tvälla dem så snöhvit / alt uti ögnatår.“
Laut Wilhelm Grimms Sohn Herman lag in dessen Handexemplar ein mit Seide besticktes Bändchen: „Für dein Mädchen ohne Hände / Dankten gern zwei Mädchenhände.“

## Herkunft
Die verjagte Frau und ihr Kind namens Schmerzenreich ähneln Genoveva von Brabant. Eine Ausgabe dieser Sage besaßen die Brüder Grimm spätestens Juni 1811. Das Jephta-Motiv des Kindopfers (Ri 11,30 ) und Urias-Briefe (2 Sam 11,15 ) gibt es in weiteren, teils auch ähnlichen Grimms Märchen, etwa KHM 3 Marienkind, KHM 92 Der König vom goldenen Berg, KHM 181 Die Nixe im Teich. Vergleiche auch KHM 65 Allerleirauh, KHM 179 Die Gänsehirtin am Brunnen. Die Handlung ähnelt in Giambattista Basiles Pentameron III,2 Penta Ohne-Hände.
Walter Scherf ist klar, dass der hier übernommene Eingang aus Märchen vom jungen Mann, den der Vater schon vor der Geburt einem Dämon versprach (KHM 92 Der König vom goldenen Berg), das Inzestmotiv vom Vater, der wie in KHM 65 Allerleirauh die Tochter begehrt, verdecken soll. Zum selben Erzähltyp rechnet Mia Gerhardt die Geschichte von der unglücklichen Frau mit dem Bettler, worin die Frau verstümmelt wird, weil sie dem Bettler Brot gab (auch Von der Frau, die dem Armen ein Almosen gab, Tausendundeine Nacht).
Der im Eingangsteil besonders variable Märchentyp AaTh 706 kann als Untertyp des Constanze-Zyklus gesehen werden, den der Inzestversuch des Vaters verbindet. Dessen ältester Beleg ist Matthaeus Parisiensis’ Vita Offae primi, ein Mädchen ohne Hände kommt erstmals in Philippe de Rémi La Manekine (beide 13. Jahrhundert) vor. Als Vorläufer wurden Marienmirakel oder orientalische Einflüsse vermutet.

## Interpretation
Laut Rudolf Meyer besagt das Märchen, wie der Mensch sich dem Erdenwissen hingibt und zugleich Steigerung seines moralischen Sinns anstrebt. Das Ideal kann noch gedacht, aber nicht mehr ergriffen werden. Der Birnbaum könne als Baum des Lebens wie sonst der Apfelbaum als Baum der Erkenntnis stehen. Auch für Edzard Storck leidet sie Seele an der vergänglichen Natur und durch sie einbrechenden Gewalten, nach Steiner seien Gliedmaßen sichtbar gewordene Radien eines geistigen Umkreises (Allgemeine Menschenkunde, X. Vortrag). Bei Ortrud Stumpfe wird der stoffliche „Müller“ im Menschen versucht, was zu Lähmung führt, das Kind ist sein vom Engel behütetes Wesen, sie vergleicht eine ukrainische, russische und französische Fassung.
Laut Hedwig von Beit schildert das Märchen den Entwicklungsprozess, der durch die Vaterbindung bei der Tochter ausgelöst wird. Die Verstümmelung symbolisiert ihre Notlage, den vorübergehenden Verlust ihrer Handlungsfähigkeit. Hedwig von Beit vergleicht eine gleichnamige russische Variante des Märchens. Der Rückzug in die Waldeinsamkeit ist eine mittelalterliche, religiöse Büßerhandlung, die zurückgeht auf das antike Anachoretentum.
Eugen Drewermann erklärt die orale Persönlichkeitsentwicklung und tiefe Depressionsneigung der Tochter: Durch das Verhalten des Vaters, der in der Not sein Kind wie einen Apfelbaum ausbeutet, gewöhnt sie sich an extreme Verantwortung für beider Seelenheil. Damit korrespondieren umgekehrt passive Versorgungsphantasien und eine Rastlosigkeit in einer traumhaft erlebten Welt, in einem umgekehrten Sündenfall lernt sie die Erlaubtheit des Verbotenen. Die Großzügigkeit des Königs muss ihr nach dem Vater göttlich vorkommen, erzeugt aber Schuldgefühle und Missverständnisse, als lebten sie in entfernten Ländern und der Teufel verdrehe jedes Wort. In Einsamkeit reift die Erkenntnis, dass keine menschliche, sondern nur Gottes Gnade unschuldig leben lässt. Das christliche Märchen verwendet Bilder, die ursprünglich aus der Mondmythologie stammen. Die silbernen Arme sind ein Attribut der Mondgöttin wie es bereits Homer in seiner Ilias geschrieben hat – "Hera leukolenus, die alabasterarmige".
Clarissa Pinkola Estés bietet eine subjektale Deutung an. Die unwissende Unschuld muss zunächst auf die Versuchung hereinfallen, um ihr dann zu entsagen und weiter zu reifen. Christa Mulack sieht im Teufel das Patriarchat. Das Opfer muss lernen, sich selbst wertzuschätzen, sich von falschen Schuldgefühlen zu befreien und er, seine Schuld einzusehen, zu verzichten und sich am Weiblichen zu orientieren. Auch Psychotherapeut Jobst Finke sieht die Verstümmelung als Symbol seelischer Traumatisierung.

## Rezeption
Die Biographie von Mariatu Kamara trägt den Titel Das Mädchen ohne Hände, weil Rebellen im Bürgerkrieg in Sierra Leone ihr beide Hände abhackten.
Eine Verfilmung des Märchens wird in dem Roman Ein wenig Leben von Hanya Yanagihara erwähnt.
Sébastien Laudenbach setzte das Märchen als Animationsfilm um, der 2016 unter dem Titel Das Mädchen ohne Hände erschien. Er beruhte ursprünglich auf Olivier Pys Theaterstück La jeune fille, le diable et le moulin, ebenfalls eine Adaptation des Märchens.